# Jocelin
Pour les articles homonymes, voir Josselin.
Vous lisez un « bon article » labellisé en 2008.
Jocelin ou Jocelyn - aussi appelé Jocelin de Glasgow (afin de le distinguer de son contemporain homonyme Jocelyn de Furness), est un religieux écossais mort en 1199. C'était un ecclésiastique, moine de l'ordre cistercien, du XIIe siècle, qui devint le quatrième abbé de Melrose, avant d'être fait évêque de Glasgow (Écosse). Il est probablement né dans les années 1130 et, encore adolescent, il devint moine à l'abbaye de Melrose. Il s'éleva dans la hiérarchie au service de l'abbé Waltheof et était déjà devenu prieur (c'est-à-dire responsable d'une partie de l'administration), lorsque l'abbé William succéda à Waltheof. En 1170, Jocelin devint abbé pour quatre années. Il était chargé de promouvoir le nouveau culte voué à l'abbé Waltheof, devenu saint ; il était soutenu dans cette action par Enguerrand, évêque de Glasgow.
Ses bonnes relations avec Glasgow et son profil politique furent suffisants pour qu'en 1174 Jocelin succédât à Enguerrand comme évêque de Glasgow, devenant ainsi fonctionnaire royal. En tant que tel, il voyagea à l'étranger à plusieurs reprises et célébra le mariage entre le roi Guillaume Ier et Ermengarde de Beaumont. Il baptisera plus tard leur enfant Alexandre qui fut sacré roi à l'abbaye de Scone en 1214. Des historiens modernes le considèrent comme « le fondateur du burgh de Glasgow et l'initiateur de la foire de Glasgow ». Il fut également l'un des plus grands mécènes de la littérature écossaise du Moyen Âge, commandant la Vie de saint Waltheof (Life of St Waltheof), la Vie de saint Kentigern (Life of St Kentigern) et les Chroniques de Melrose.

## Jeunesse

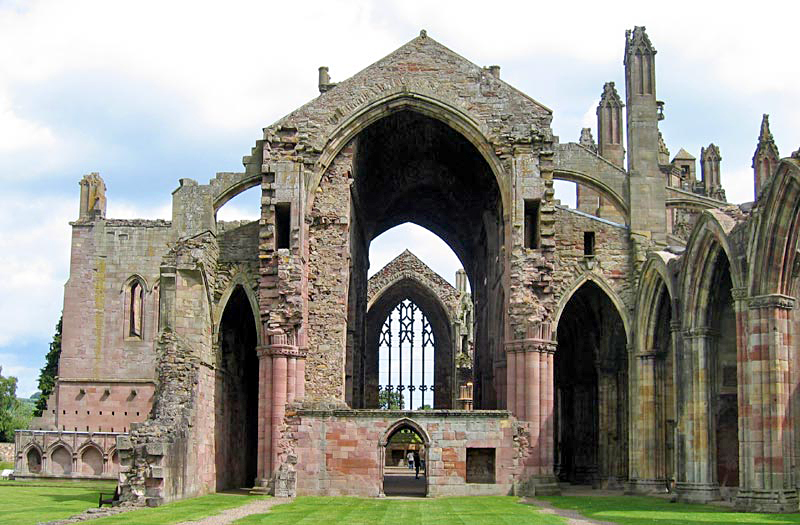
Ruines de l'abbaye de Melrose, plus riche monastère "écossais" du temps de Jocelin.

Jocelin et sa famille viennent probablement du sud-est de l'Écosse. On ignore le nom de son père et de sa mère, mais l'on sait qu'il avait deux frères, Helia et Henry, et un cousin nommé Helia également. D'après ces noms, sa famille serait d'origine française ou au moins anglo-normande, et non pas gaëlle (un peuple celte) ou anglo-saxonne (descendants de peuples germaniques). Sa famille aurait été propriétaire de terres en nom propre dans le South Lanarkshire, car ils avaient des droits à l'église du village de Dunsyre. Il est peu probable qu'il se soit considéré comme écossais. Pour Adam Scot, contemporain de Jocelin venant aussi des Scottish Borders, cet endroit de la Grande-Bretagne était alors considéré comme terra Anglorum ("Terre des Anglais"), même s'il était dans le regnum Scottorum ("Royaume des Scots"). Cela n'était pas un obstacle pour Jocelin, et son héritage culturel anglo-français était même probablement nécessaire pour avoir le soutien du roi d'Écosse. Le moine Walter de Coventry écrivait ainsi : 
— W. Stubbs (ed.), Memoriale Fratris Walteri de Coventria, (Rolls Series, no. 58), ii. 206; traduction. G. W. S. Barrow, "The Reign of William the Lion", in G.W.S. Barrow (ed.), Scotland and its Neighbours in the Middle Ages, (Edinburgh, 1972), p. 72.

## Abbé de Melrose

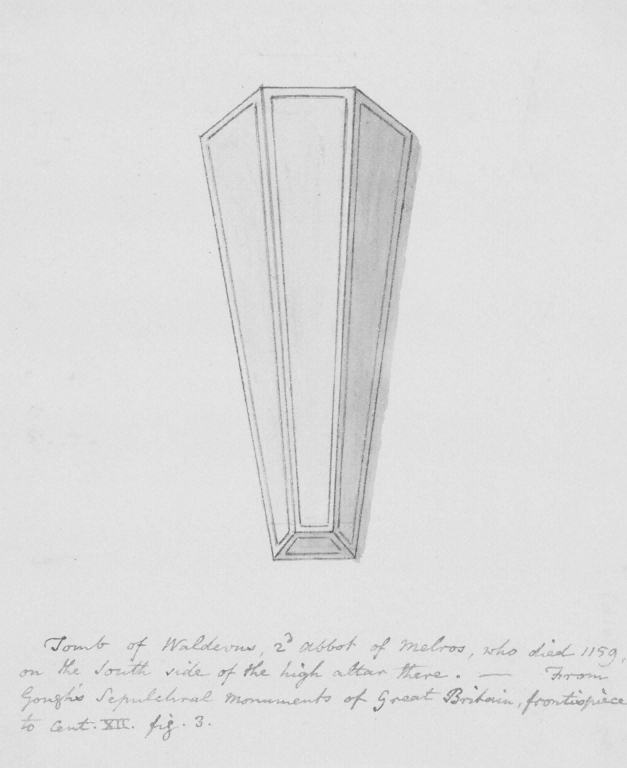
Croquis du XIXe siècle de la tombe de Saint Waltheof, XIIe siècle.

Le 22 avril 1170, le prieur Jocelin devint abbé. Il embrassa le culte sans hésitation. Les Chroniques de Melrose relatent l'évènement suivant, se déroulant durant l'année de son accession au rang d'abbé :

« La tombe de notre pieux père, sir Waltheof, second abbé de Melrose, fut ouverte par Enguerrand, évêque de Glasgow, et par quatre abbés appelés à cet effet; et son corps fut trouvé entier, et ses vêtements sacerdotaux intacts, en la 20e année de sa mort, le onzième jour avant les calendes de juin (i.e. le 22 mai). Et après la sainte cérémonie de la messe, le même évêque, et les abbés dont le nombre a été mentionné ci-dessus, ont placé au-dessus des restes de son corps le plus sacré une nouvelle pierre de marbre poli. Et il y eut une grande joie; ceux qui étaient présents s'exclamant ensemble, et disant que c'était véritablement un homme de Dieu... »

À Glasgow, Jocelin continua de promouvoir les saints, transférant son enthousiasme sur Saint Kentigern, alors le plus vénéré par les Celtes du diocèse de Glasgow, et dont il commanda une hagiographie. Ce n'est donc pas une coïncidence si son homonyme Jocelin de Furness, qui avait écrit La vie de Saint Waltheof, fut également celui à qui l'on confia l'écriture de la Vie de Saint Kentigern. Ce mécénat littéraire débuta quand Jocelin était évêque de Melrose. L'historien Archie Duncan montra que Jocelin était probablement celui qui commanda les Chroniques de Melrose. D'après Duncan, Jocelin aurait commandé les chapitres des chroniques traitant de la période située entre 731 et 1170, en confiant l'écriture au moine Reinald, qui devint évêque de Ross. Cette chronique est l'une des rares encore existantes traitant de cette période de l'histoire de l'Écosse. L'historien G. W. S. Barrow remarqua avant Duncan que, vers la fin du règne de Guillaume Ier, les « chroniques de l'abbaye de Melrose [...] représentent un point de vue fortement 'anglo-normand', à l'opposé du point de vue écossais ». Il est donc possible que cette perception du monde anti-écossaise reflète celle qu'avait Jocelin, au moins avant qu'il ne quittât l'abbaye.
Avant son élection au prestigieux évêché de Glasgow en 1174, Jocelin exerça une influence continue sur son monastère d'origine. Devenu évêque, il en fit venir un de ses moines, Michael, qui lui servit d'aumônier. Ce n'est qu'après sa consécration, en 1175, qu'il abandonna sa charge d'abbé. Il consacra cependant ses successeurs et continua de passer un temps notable à son premier monastère. De plus, il fit usage de sa position d'évêque pour offrir un mécénat et sa protection au monastère.

## Évêque de Glasgow

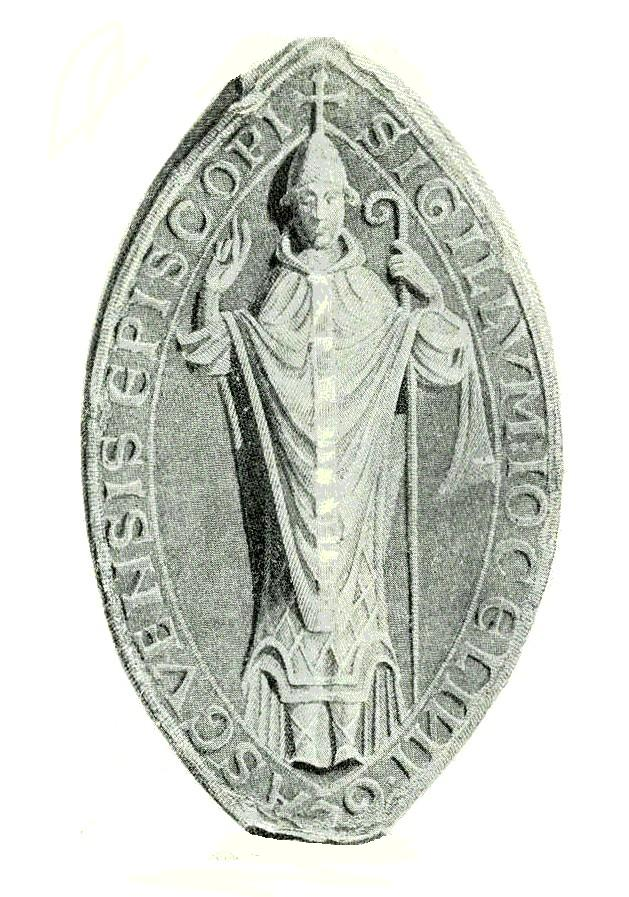
Sceau de Jocelin, évêque de Glasgow.

Après la mort de son ami, l'évêque Enguerrand, Jocelin fut élevé à l'épiscopat de Glasgow. Son élection eut lieu à Perth le 23 mai 1174, à proximité de Scone, alors résidence des rois d'Écosse ; le roi Guillaume Ier assista à l'élection, comme cela se faisait alors. L'élection fut probablement faite par compromissarii : le chapitre (assemblée) de l'évêché avait choisi un petit groupe auquel le pouvoir d'élection était délégué. Le pape Alexandre III fut informé plus tard de l'élection de Jocelin par le doyen et la curie. Les Chroniques de Melrose déclarent qu'il fut élu : « à la demande du clergé et du peuple; et avec le consentement du roi lui-même », ce qui indiquerait probablement que la décision avait déjà été prise par le clergé de Glasgow avant l'élection officielle à Perth. Cette élection était certainement un exploit, car les évêques cisterciens étaient rares en Grande-Bretagne et Jocelin était seulement le deuxième cistercien à s'élever au rang d'évêque d'Écosse. Jocelin dut aller en France, à l'Abbaye de Cîteaux, pour obtenir la permission du Chapitre de son ordre de démissionner de son poste d'abbé. Le pape Alexandre II avait déjà approuvé cette consécration sans demander à Jocelin de faire le voyage à Rome. Un peu avant le 15 mars 1175, Jocelin fut consacré par Eskil de Lund, archevêque de Lund, légat du pape et primat du Danemark, à l'abbaye de Clairvaux. Jocelin revint au Royaume d'Écosse le 10 avril, et l'on sait que le 23 mai il consacra le moine Laurence comme son successeur à Melrose.

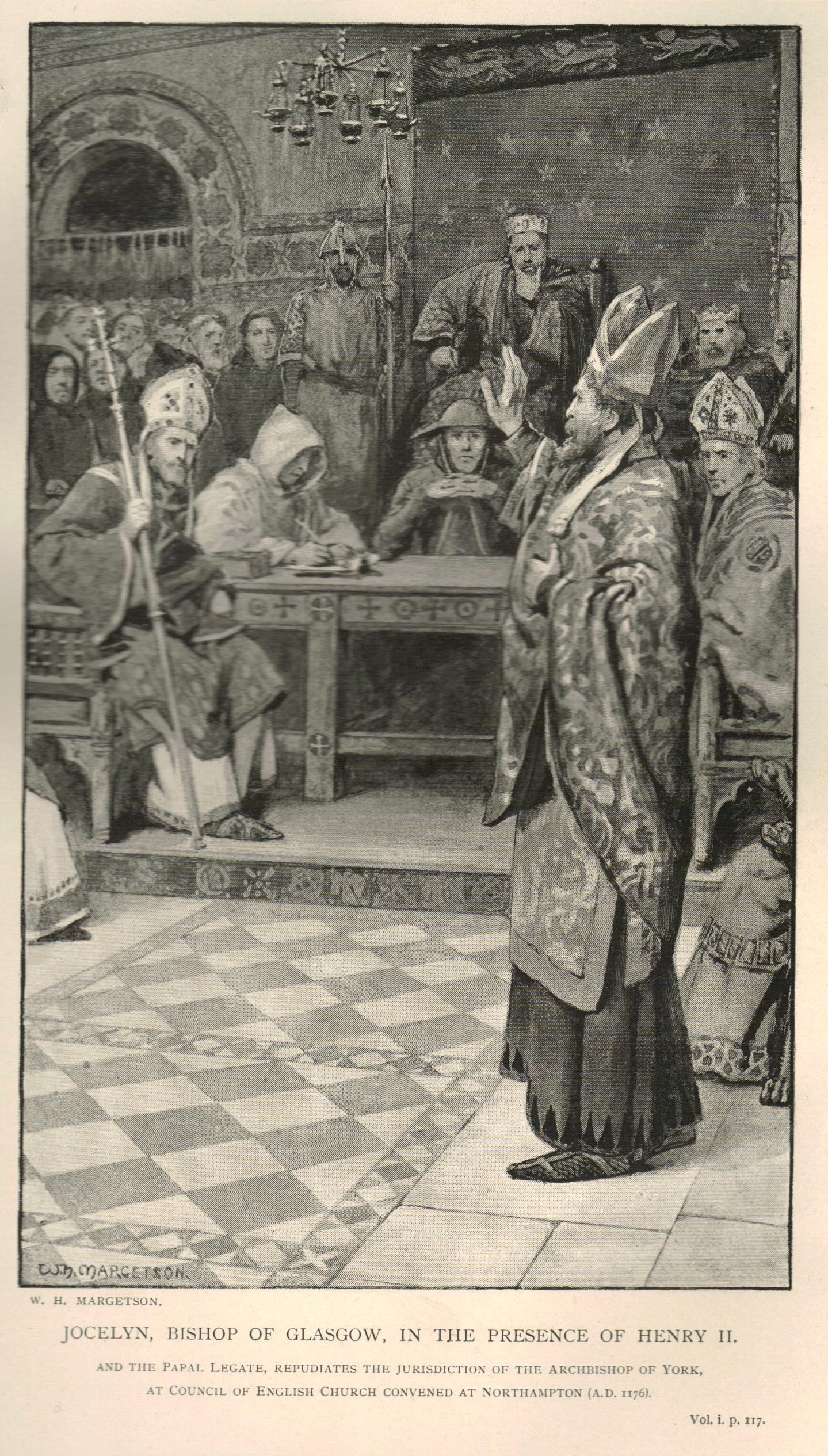
Confrontation de Jocelin avec l'archevêque de York en présence du roi Henri II à Northampton. Vue par un artiste du XIXe siècle.

Jocelin dut rapidement faire face au défi politique que constituait l'indépendance de son église. Ce vieux problème, qui venait de l'Église d'Angleterre, avait été laissé en sommeil pendant plusieurs décennies, jusqu'à l'été 1174 : Guillaume Ier envahit le nord de l'Angleterre, et fut capturé par les Anglais le 13 juillet lors d'un siège à Alnwick. La capture fut désastreuse pour le roi, conduisant à la révolte de Gilbert, seigneur de Galloway et de nombreux sujets. Guillaume avait mis en place des colons anglais et français autour des villes et châteaux en territoires gaëliques, pour accroître son autorité : ils furent massacrés par les sujets du roi en colère, dans ce qui est décrit comme « la plus misérable et la plus vaste persécution des Anglais en Écosse et au Galloway ». L'année suivante fut encore pire, tout particulièrement pour Jocelin, car le roi Henri II d'Angleterre força Guillaume à signer le Traité de Falaise, où ce dernier se reconnaissait le vassal d'Henri en Écosse, et où les évêchés du royaume devenaient subordonnés à l'Église d'Angleterre.
Jocelin ne se soumit ni à l'autorité de Roger de Pont L'Evêque, archevêque d'York, ni même à celle de Richard de Douvres, Archevêque de Cantorbéry : il réussit à obtenir une bulle papale, faisant de l'évêché de Glasgow une « fille particulière » du patriarcat,. Jocelin semble ne s'être intéressé qu'au maintien de l'indépendance de son propre évêché, et pas particulièrement à celle des autres évêchés d'Écosse. Le 10 août 1175, avec d'autres magnats (membres de la grande noblesse) et prélats, Jocelin se rendit à la cour du roi Henri pour se soumettre à son autorité, comme stipulé dans le traité. Cependant, cela ne se fit pas de manière complète et ainsi, avec cinq autres évêques, la question de l'assujettissement à l'Église d'Angleterre fut reportée. Jocelin retourna à la cour en janvier 1176 pour les affaires de l'Église : lorsque l'archevêque d'York fit face à Jocelin, demandant la soumission de l'évêché de Glasgow à l'archevêché d'York, celui-ci refusa de reconnaître cette part du traité et produisit la bulle papale déclarant Glasgow « fille particulière » de l'Église.

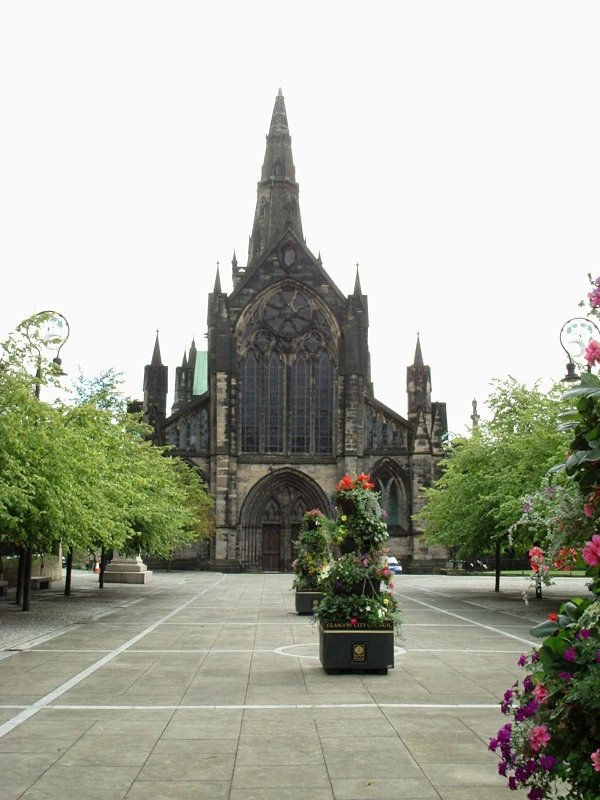
La cathédrale de Glasgow de nos jours. Bien qu'en majorité de construction plus tardive, elle partage le même site que la structure de la fin du XIIe siècle qu'a connue Jocelin.

Jocelin fut envoyé par le roi Guillaume à Rome entre la fin de l'année 1181 et le début de l'année 1182, accompagné de l'abbé Arnold de Melrose, d'un représentant de Dunfermline, de l'abbé Osbert de Kelso, et du prieur de l'Abbaye d'Inchcolm. Le but était de faire appel au nouveau pape Lucius III, successeur d'Alexandre, concernant la sentence d'excommunication accompagnée d'un interdit que le pape avait placé sur le roi et le royaume, et la lutte avec l'évêché de St Andrews. Le problème sur ce dernier point portait sur l'élection à l'évêché de John le Scot, à laquelle s'était opposé le roi qui avait organisé l'élection de son propre candidat Hugo Capellanus. La mission fut un succès : le pape leva l'interdit,  absolut le roi, chargea deux légats d'enquêter sur les problèmes de succession à St Andrews, et envoya même une rose d'or (rose ou bouquet en or massif béni par le pape pour honorer le souverain). Dans le même temps, Jocelin obtint une confirmation des droits octroyés à l'évêché de Glasgow par la bulle papale.

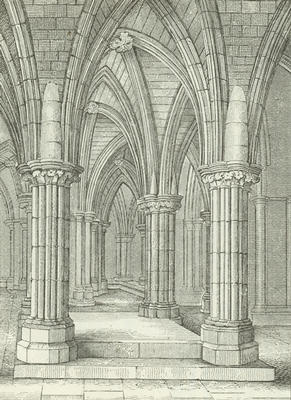
Cette représentation du XIXe siècle montre des colonnes dans la crypte de la cathédrale de Glasgow. Il s'agit d'une des rares parties du bâtiment qui nous sont parvenues de l'époque de Jocelin.

Notons toutefois que le problème de la succession à l'évêché de St Andrews perdura et qu'en 1186, Jocelin, avec les abbés de Melrose, Dumferline et Newbattle, dut excommunier Hugh sur les instructions du pape Lucius. Hugh se rendit à Rome en 1188 et obtint l'absolution, mais décéda de la peste quelques jours plus tard dans cette ville, ce qui d'une certaine façon permit de résoudre le conflit.
Il est clair que Jocelin était l'un des personnages les plus respectés du royaume. Le pape le désigna juge-délégué de la papauté plus de fois que tout autre ecclésiastique du royaume. En tant qu'ancien abbé et évêque, de nombreux évêchés et monastères firent appel à lui comme médiateur dans les conflits, comme en témoigne sa présence fréquente comme témoin lors des contestations sur les terres entre l'abbaye d'Arbroath et l'évêché de St Andrews, ou entre l'Abbaye de Jedburgh et celle de Dryburgh. En dehors de l'Église, Jocelin bénéficiait aussi du respect de l'élite du royaume et fut témoin pour 24 chartes royales et 40 chartes non-royales, dont les chartes de David d'Huntingdon, frère du roi Guillaume, de Donnchadh comte de Carrick, et d'Alan fitz Walter, régent de l'Écosse. Jocelin accompagna le roi Guillaume lors de sa visite à la cour d'Angleterre en 1186 et lors de son voyage à Woodstock pour son mariage avec Ermengarde de Beaumont le 5 septembre 1186. Le mariage fut béni par Jocelin dans leur chambre, et le roi confia Ermengarde à Jocelin pour qu'il l'escorte lors de son voyage vers l'Écosse. Lorsqu'Alexandre vint à naître de l'union de Guillaume et d'Ermengarde, ce fut Jocelin qui fut chargé du baptême. En avril 1194, Jocelin se rendit de nouveau en Angleterre en compagnie du roi Guillaume, lorsque celui-ci rendit visite à Richard Cœur de Lion. L'intimité de Jocelin avec le roi permit de gagner son patronage et rendit ainsi possible l'héritage que Jocelin allait laisser à Glasgow.

## Héritage et mort
Les années que Jocelin passa à Glasgow ont laissé une marque unique dans l'histoire. Jocelin demanda à son homonyme, Jocelin de Furness, d'écrire la Vie de Saint Kentigern, ce qui était une tâche absolument nécessaire, car, depuis 1159, la papauté s'était attribué le droit de canoniser les saints. Kentigern, connu plus couramment sous le nom de Mungo, était le saint traditionnellement associé à l'évêché de Glasgow, et son importance rejaillit donc sur Glasgow comme église et lieu de culte.
Il existait déjà une cathédrale à Glasgow avant l'épiscopat de Jocelin. L'idée qu'il n'y aurait eu avant lui qu'une petite église, accompagnée d'un établissement monastique plus vaste, a été réfutée par les historiens. En revanche, il est vrai que Jocelin agrandit la cathédrale de façon significative. Comme le relatent les Chroniques de Melrose pour l'année 1181, Jocelin « agrandit glorieusement l'église de St Kentigern ». Entre 1189 et 1195, un feu se déclara dans la cathédrale et Jocelin dut faire appel à une reconstruction supplémentaire. D'après les Chroniques de Melrose, la nouvelle cathédrale fut consacrée le 6 juillet 1197. Elle était d'architecture romane et, bien que peu ait survécu à l'épreuve du temps, on pense que sa conception a été influencée par la cathédrale de Lund, dont l'archevêque avait consacré Jocelin évêque.
L'héritage que Jocelin a laissé à Glasgow va bien au-delà de la cathédrale. Entre 1175 et 1178, il obtint du roi Guillaume le statut de burgh royal pour le village de Glasgow, avec un marché autorisé chaque jeudi. Ce fut la première fois qu'un marché hebdomadaire fut officiellement accordé à un burgh. De plus, entre 1189 et 1195, le roi Guillaume autorisa une foire annuelle, qui existe toujours de nos jours, faisant de Glasgow un village plus important encore. Le nouveau statut de Glasgow, avec les droits supplémentaires que cela engendrait, et le privilège du marché, amenèrent de nouveaux habitants ; l'un des premiers à venir s'y installer fut Ranulf de Haddington. Le nouveau village s'étendit vers Glasgow Cross, en contrebas de la colline de la cathédrale et du vieux fort de Glasgow, mais au-dessus du niveau de crue de la Clyde ; ce choix a probablement été fait sous l'influence de Haddington, autrefois ville importante.
Lorsque Jocelin s'éteignit en 1199, le jour de la Saint-Patrick (17 mars) il se trouvait à l'Abbaye de Melrose, là où sa carrière avait commencé. On peut penser qu'il s'y était retiré sentant sa mort proche. Il fut enterré dans le chœur de l'église. Hugh de Roxburgh fut élu comme remplaçant de Jocelin. Une brève notice nécrologique figure dans les Chroniques de Melrose.

#### Lectures complémentaires
- (en) Stephen T. Driscoll, Susan Bain et al., Excavations at Glasgow Cathedral : 1988-1997, Durham, UK Society for Medieval Archaeology, coll. « Society for Medieval Archaeology monograph » (no 18), 2002, 177 p. (ISBN 978-1-902653-66-2)
- (en) Stephen Taffe Driscoll, « Glasgow Cathedral : a preliminary report on the archaeological discoveries made in 1992-93 », Glasgow Archaeological Society, Glasgow, vol. 17,‎ 1993, p. 63-76 (OCLC 702502480, lire en ligne)
- (en) A. A. M. Duncan, « St Kentigern at Glasgow Cathedral in the Twelfth Century », British Archaeological Association conference transactions, vol. 23,‎ 1998, p. 9-24 (ISSN 0144-0179, OCLC 211243448)
- (en) Alexander Penrose Forbes, Lives of St. Ninian and St. Kentigern, Édimbourg, Edmonston and Douglas, coll. « Historians of Scotland » (no 5), 1874, 380 p. (OCLC 61639262)
- (en + la) Arthur West Haddan, Councils and ecclesiastical documents relating to Great Britain and Ireland, vol. 2, Oxford, Oxford Clarendon Press, 1878, 407 p. (OCLC 162781087, lire en ligne)
- (en) J. S. Richardson et Marguerite Wood, The Abbey of Melrose : Roxburghshire, Édimbourg, H.M. Stationery Off., coll. « Official guide », 1949, 42 p. (OCLC 3243132)